# Francis Patrick Keough

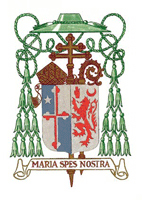
Erzbischofswappen

Francis Patrick Keough (* 30. Dezember 1889 in New Britain, Connecticut, USA; † 8. Dezember 1961) war Erzbischof von Baltimore.

## Leben
Francis Patrick Keough empfing am 10. Juni 1916 das Sakrament der Priesterweihe.
Am 10. Februar 1934 ernannte ihn Papst Pius XI. zum Bischof von Providence. Der Apostolische Delegat in den Vereinigten Staaten, Erzbischof Amleto Giovanni Cicognani, spendete ihm am 22. Mai desselben Jahres die Bischofsweihe; Mitkonsekratoren waren der Erzbischof von Saint Paul, John Gregory Murray, und der Bischof von Fall River, James Edwin Cassidy.
Am 29. November 1947 ernannte ihn Papst Pius XII. zum Erzbischof von Baltimore. Die Amtseinführung erfolgte am 24. Februar 1948.
In Keoughs Amtszeit entstand die neue Metropolitankathedrale von Baltimore, die er am 15. November 1959 konsekrierte.